# Gesta Karoli Magni Imperatoris
I Gesta Karoli Magni Imperatoris sono un'opera di Notker I di San Gallo.

## Descrizione
L’opera è generalmente intesa come biografia di Carlo Magno, benché la natura composita che interessa tanto il piano contenutistico quanto quello stilistico la renda refrattaria ad una precisa classificazione di genere. Da qui deriva l’incertezza nel riconoscimento del suo statuto da parte della critica, la quale oscilla tra gli squalificanti giudizi che la bollano come “monumento di disordine e incoerenza”, come “groviglio di leggende e mere creazioni immaginifiche di un letterato espressione della decadenza carolingia” e i tentativi tardo novecenteschi di riscattare l’opera attraverso un più ragionato esame degli obiettivi perseguiti da Notkero nella stesura, sempre sullo sfondo dell’orizzonte politico e culturale in cui si colloca la sua attività letteraria.
Formalmente i Gesta Karoli Magni Imperatoris si presentano come una raccolta di aneddoti distribuiti secondo un criterio tematico in due libri, entrambi articolati ad opera di editori moderni in una serie di capitoli:
- trentaquattro per il primo, che ci informano in modo episodico sull'educazione di Carlo, seguito nei suoi spostamenti per adempiere ad incarichi di ambito religioso ed ecclesiastico, cui si aggiungono infine alcune note di costume legate all’abbigliamento e alle armi dei Franchi;
- ventidue per il secondo che si concentra sulle attività militari e diplomatiche di Carlo seguite da una sezione dedicata a Ludovico il Germanico, Ludovico il Pio e Pipino il Breve.

Stando al programma originario l'opera avrebbe dovuto completarsi con l'aggiunta di un terzo libro, forse dedicato alla cottidiana conversatio, la cui trattazione è annunciata nel secondo libro. La tradizione però non reca traccia del terzo libro. I Gesta infatti ci sono giunti privi della prefazione al primo libro e bruscamente interrotti al capitolo ventiduesimo del secondo, probabilmente perché lasciati incompiuti da Notkero a seguito delle mutate condizioni politiche.
Sulla base di dati interni si stima che l’autore vi abbia lavorato tra l’883 e l’887, anno cruciale, quest’ultimo, per la deposizione in novembre di Carlo il Grosso, destinatario dell’opera, che servirebbe a motivare l’abbandono del progetto. L’ipotesi assume spessore se si accetta la proposta avanzata da Siegrist, che, accorgendosi dell’ispirazione didattica che permea i Gesta, suggerisce di leggerli come speculum principis per l’allora sovrano unico dell’impero carolingio. Si capisce dunque come, destituito Carlo il Grosso, si esaurisse la ragione stessa che motivava la stesura dell’opera.
Nonostante i Gesta non ne facciano mai esplicita menzione, è facile scorgere nella Vita Karoli di Eginardo l’ipotesto di riferimento da cui Notkero, con tutta probabilità, ricava l’idea per una biografia ripartita per argomenti, pur rapportandovisi con un alto grado di libertà: gli aneddoti narrati dal monaco sangallese infatti si susseguono senza seguire la linearità temporale rispettata invece da Eginardo, che dispone ordinatamente sul piano cronologico le imprese belliche di Carlo al fine di mostrare la progressiva affermazione del nuovo regno Franco. Notkero procede piuttosto attraverso l’accumulo di episodi dalla storicità più o meno attendibile, attingendo probabilmente da un vasto repertorio di storie note per via orale o letteraria che all’epoca doveva rappresentare una sorta di vulgata della materia carolingia.
Ciascun episodio è configurato come “cellula narrativa autosufficiente”, di estensione variabile e condotta secondo strategie differenti, da cui emerge la confidenza dell’autore con una pluralità di modelli e fonti che qui confluiscono creando un intreccio tra forme letterarie di ascendenza classica e riproduzioni del parlato più vicine alla materia agiografica.
Si perde in questo modo quella coerenza distintiva del ritratto di Carlo Magno che emerge dalla Vita Karoli di Eginardo, senza rinunciare però all’immagine del grande re che “incarna l’ideale della regalità carolingia nel suo massimo splendore e nella sua massima efficacia”. Quest’ultima trova anzi piena conferma grazie al ricorso all’ampia aggettivazione tutta al superlativo che nei Gesta sistematicamente accompagna Carlo e a cui si aggiunge l’avallo divino posto in pieno risalto nell’incipit dell’opera, con evidente richiamo a Daniele 2:
Omnipotens rerum dispositor ordinatorque regnorum et temporum, cum illius admirandę statuę pedes ferreos vel testaceos comminuisset in Romanis, alterius non minus admirabilis statuę caput aureum per illustrem Karolum erexit in Francis.
L’onnipotente, che ordinatore delle cose e assegnatore dei regni e del tempo, dopo che distrusse i piedi di ferro e di argilla di quella mirabile statua tra i Romani, per mezzo dell’illustre Carlo eresse la testa d’oro di una seconda statua non meno mirabile tra i Franchi.
La grande novità sta piuttosto nella qualità prismatica del ritratto di Carlo offerto da Notkero, che intuisce la necessità di imprimere dinamicità allo statico monumento alla virtù di Carlo eretto dalla Vita Karoli, e lo fa agendo su una duplice direttiva: Carlo è inserito innanzitutto nella fitta trama delle interazioni inevitabili con gli attori con cui la regalità è costretta a confrontarsi. In questo modo Notker riesce a mostrare come un buon sovrano non sia garanzia sufficiente per il buon governo del regno. Dai Gesta emerge anzi l’idea che il re sia di necessità chiamato a coordinarsi con gli altri organi amministrativi in un complesso fascio di continue relazioni con la nobiltà e il clero, di cui l’imperatore deve contenere le spinte disgreganti e degenerative.
Notkero cala poi Carlo nel flusso dinastico che, facendo perno proprio su di lui, parte da Pipino e si estende fino alla precarietà del presente segnato dalla crisi dinastica. Così facendo, l’autore trasforma la biografia del singolo in biografia collettiva e salda la successione carolingia entro una catena di continuità. Pone cioè le premesse per ridefinire la figura di Carlo da paradigma inattingibile di perfezione a modello ideale la cui eredità, seppur con molte difficoltà, continua a vivere nei suoi successori.
Una prospettiva, questa, che in fondo era già tutta contenuta nell’immagine dell’imperatore Carlo come testa dorata della statua quadripartita mutuata da Daniele. Essa si può infatti intendere come ipostasi della successione dei regni: la comune appartenenza dei metalli alla stessa statua ne sancisce la continuità e simultaneamente ne indica il progressivo deterioramento a partire dal momento di massimo splendore simboleggiato dall’aureo Carlo Magno.

### Edizioni
- Notkerus Balbulus, Gesta Karoli Magni Imperatoris, ed. H. F. Haefele, Notker der Stammler, Taten Kaiser Karls des Großen, Berlin, 1962.

### Repertori
- L. Castaldi – P. Chiesa (a cura di), La trasmissione dei testi latini del Medioevo. Mediaeval Latin Texts and Their Transmission. Te.Tra., vol. 1, Firenze, 2004-2022, pp. 306–316.

### Studi
- W. Berschin, Biographie und Epochenstil im lateinischen Mittelalter, 3: Karolingische Biographie, 750-920 n. Chr, Stuttgart, Hiersemann, 1991.
- E.R. Curtius, European Literature and the Latin Middle Ages, New York, 1953.
- P. Elliott, Metals, kingdoms and monarchical concerns: the biblical substructure of Notker’s Gesta Karoli Magni, Medium Ævum 91, no. 2, 2022,  pp. 187–209.
- L. Halphen, Études critiques sur l’histoire de Charlemagne, IV, Le moine de Saint Gall, Parigi, 1921.
- S. Maclean, Kingship and Politics in the Late Ninth Century. Charles the Fat and the End of the Carolingian Empire, Cambridge, 2007.
- T. F. X. Noble, Charlemagne and Louis the Pious: The Lives By Einhard, Notker, Ermoldus, Thegan, and the Astronomer, Philadelphia, 2009.
- I. Pagani, Sapientissimus ac providentissimus Imperator: Carlo Magno nei «Gesta Karoli» di Notkero Balbulo, in Il secolo di Carlo Magno. Istituzioni, letterature e cultura del tempo carolingio, Firenze, Edizioni del Galluzzo, 2016,  pp. 37-51.
- I. Pagani, L’oltremare nei Gesta Karoli Magni imperatoris di Notkero Balbulo, in Schola Salernitana – Annali, XXII, 2017,  pp. 133-166.
- T. Siegrist, Herrscherbild und Weltsicht bei Notker Balbulus. Untersuchungen zu den Gesta Karoli, Zurigo, 1963.

| Controllo di autorità | VIAF (EN) 308572938 · LCCN (EN) no2020044026 · J9U (EN, HE) 987012653975405171 |